# Базиліка Сан-Франческо (Болонья)
Базиліка Сан Франческо, Болонья (італ. Basilica di San Francesco (Bologna)) — готичний храм ордену францисканців в Болоньї, що зберіг без значних перебудов старовинний вигляд на тлі інших храмів міста.

## Початковий період, візит Франциска Ассізького
Відомо, що Франциск Ассізький відвідав Болонью у 1222 році. Мета - познайомити мешканців міста з власними ідеями християнства і сприянню спасіння душ власних прихильників. Його проповіді мали успіх, що обумовило зацікавленість в тому, що пізніше назвуть францисканством. Питання його проповідей тоді стояло гостро, бо в керівництві католицької церкви в Римі в діяльності Франциска вбачали зазіхання на владу папи римського, а його проповіді ортодоксам нагадували новизною єретичні пошуки.
Ще 1213 року мешканець Болоньї Ніколо Пеполі передав християнській громаді невеличкий будиночок  Санта-Марія-делле-Пульоле, котрий і став першим осередком францисканців Болоньї. Адепти Франциска Ассізького залишались тут до 1236 року, коли папа римський Григорій IX вкупі з володарями міста дозволив почати будівництво великої церкви.

## Проблема авторства
В архівах не збережено імені (або імен) архітектора, що створив перший проект храму. Але з літописів відомо, що 1254 року обвалились дві арки, а каміння споруди зламали дві ноги францисканцю Андреа, відомому як «майстер гексії». Ймовірно, цей «майстер гексії» мав якесь ставлення і до первісного проекту, і до початку будівництва. Велика травма могла привести до хвороби чи смерті, а будівництво передали іншим. Тому зійшлися на думці, що одного і видатного архітектора могло не бути, а їх було декілька, призначених з францисканської громади. В Болоньї того періоду був архітектор Марко да Брешиа, але в документах вказівок на його причетність до проектування чи будівництва храму не знайдено. Хоча його порадами могли і скористатись.  Храм відразу будували величним і великим за розмірами. Відносно спрощені фасади храму трохи нагадували французькі взірці, але величність храму була наявною. З будівництвом упорались до 1263 року, хоча готичні споруди - це завжди довгобуди. План церкви нагадує провінційні готичні церкви Франції з трансептом. Нову церкву ордену францисканців висвятив вже папа римський Іннокентій IV.

## Побудова дзвіниці

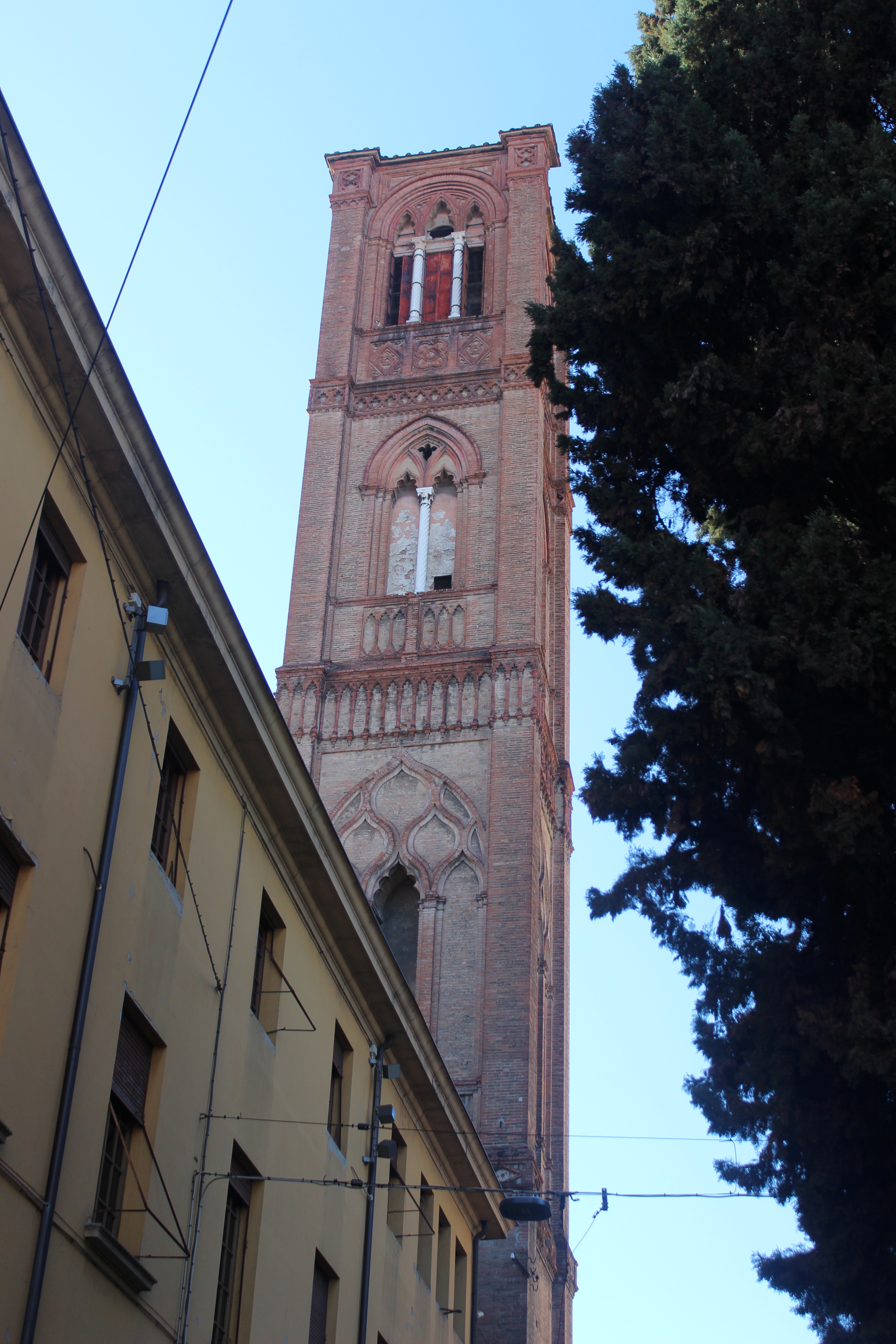
Дзвіниця базиліки, фото 2017 р.

У період 1397-1402 років за проектом архітектора  Антоніо ди Вінченцо біля зраму вибудували дзвіницю. Антоніо ди Вінченцо був також автором першої за часом створення приватної каплиці родини Муццареллі.  Взагалі комплекс має дві дзвіниці.

## Занепад наприкінці 18 ст.
Храм спіткав занепад наприкінці 18 ст. Болонья була захоплена 1796 року вояками Наполеона Бонапарта, а її скарби мистецтва пограбовані і розсіяні. Монастрські приміщення ордену французькі завойовники використовували як казарми для вояків.

## Реставрація храму в 19 та в 20 ст.
Готичну церкву відновлять лише у 1842 р. і передадуть для богослужінь. Під час 2-ї італійської війни за незалежність від австріяків церква знову була захоплена загарбниками Австрії та використовувалась як склад. Орден францисканців отримав церкву лише 1886 року. Храм суттєво реставрували у 19 ст., особливо його фасади. Період реставрації тривав у 1886-1906 роках. Реставрацію здійснив Альфонсо Руббіані. Саме тоді були прибрані майже всі приватні каплиці, аби підкреслити і виявити первісний стан готичної споруди. Зовні збережена лише каплиця Сан Бернардино, датована 15 ст. Відновлювально-реставраційні роботи тривали до 1919 року.
Сам храм та монастир зазнали помітних пошкоджень під час бомбардувань Болоньї у роки Другої світової війни. Нові реставраційно-відновлювальні роботи були вимушено проведені у повоєнний період. Ремонтними роботами керував Альфредо Барбаччі.

## Архітектурні особливості церкви

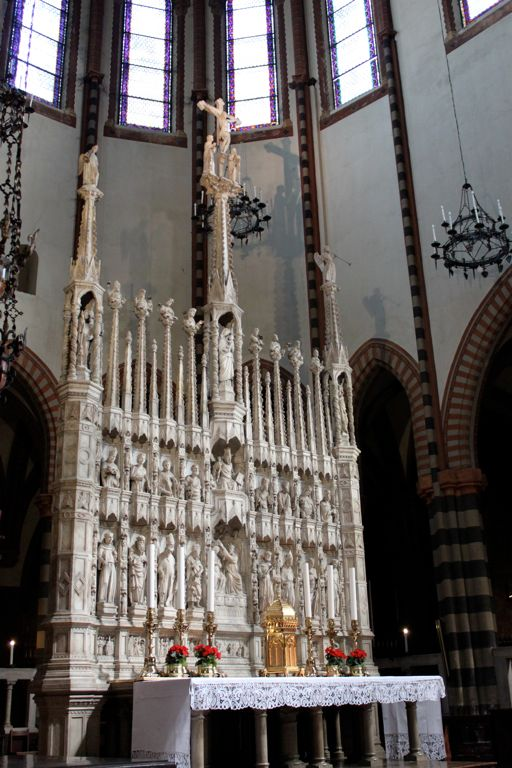
Мармуровий вівтар Сан Франческо, базиліка Сан Франческо, Болонья.

Її побудували на залишках ще давньоримських споруд. За типом це тринавна базилікальна споруда. Апсида має власну обхідну галерею-коридор. Склепіння має шість секцій, як то має й уславлений собор Нотр Дам у Парижі. Головний фасад церкви розділений на три частини з готичними вікнами. Прихильники чистоти стилю наполягають, що головний фасад зберіг риси романської архітектури, що передувала готиці. На відміну від французьких взірців головний фасад не має двох симетричних веж.
Головний вівтар храму прикрасив вівтар Сан Франческо з мармуру, створений за замовою братам - камнерзам з Венеції Пьєрпаоло та Якобелло делла Масеньє (датований 1388-1392 роками).

## Фасади храму

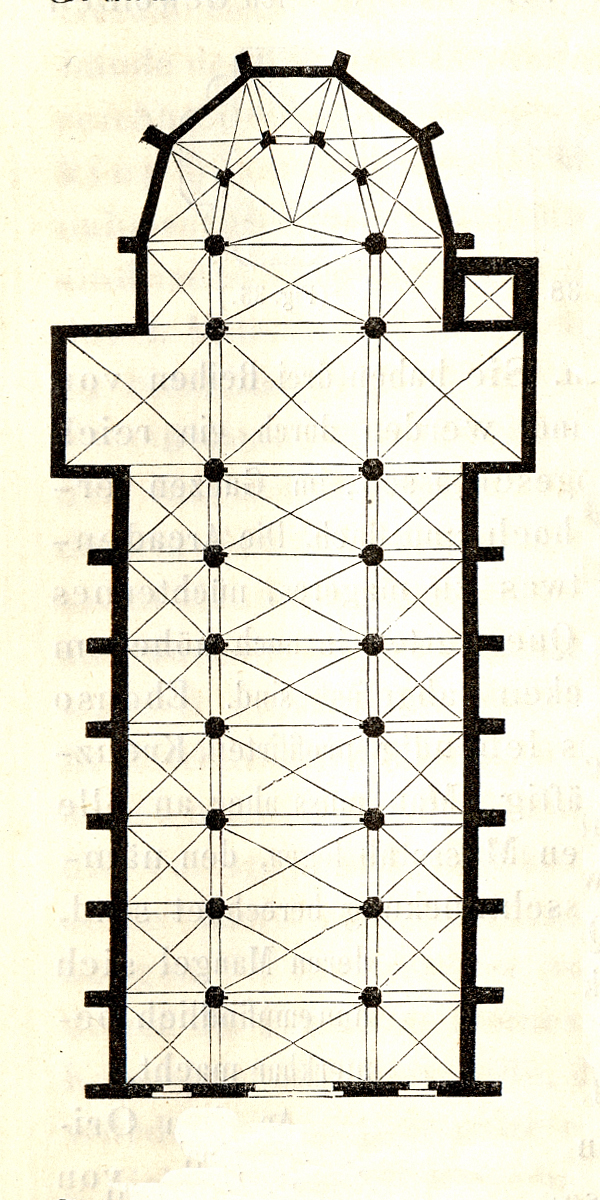
Поземний план храму Сан Франческо, Болонья.
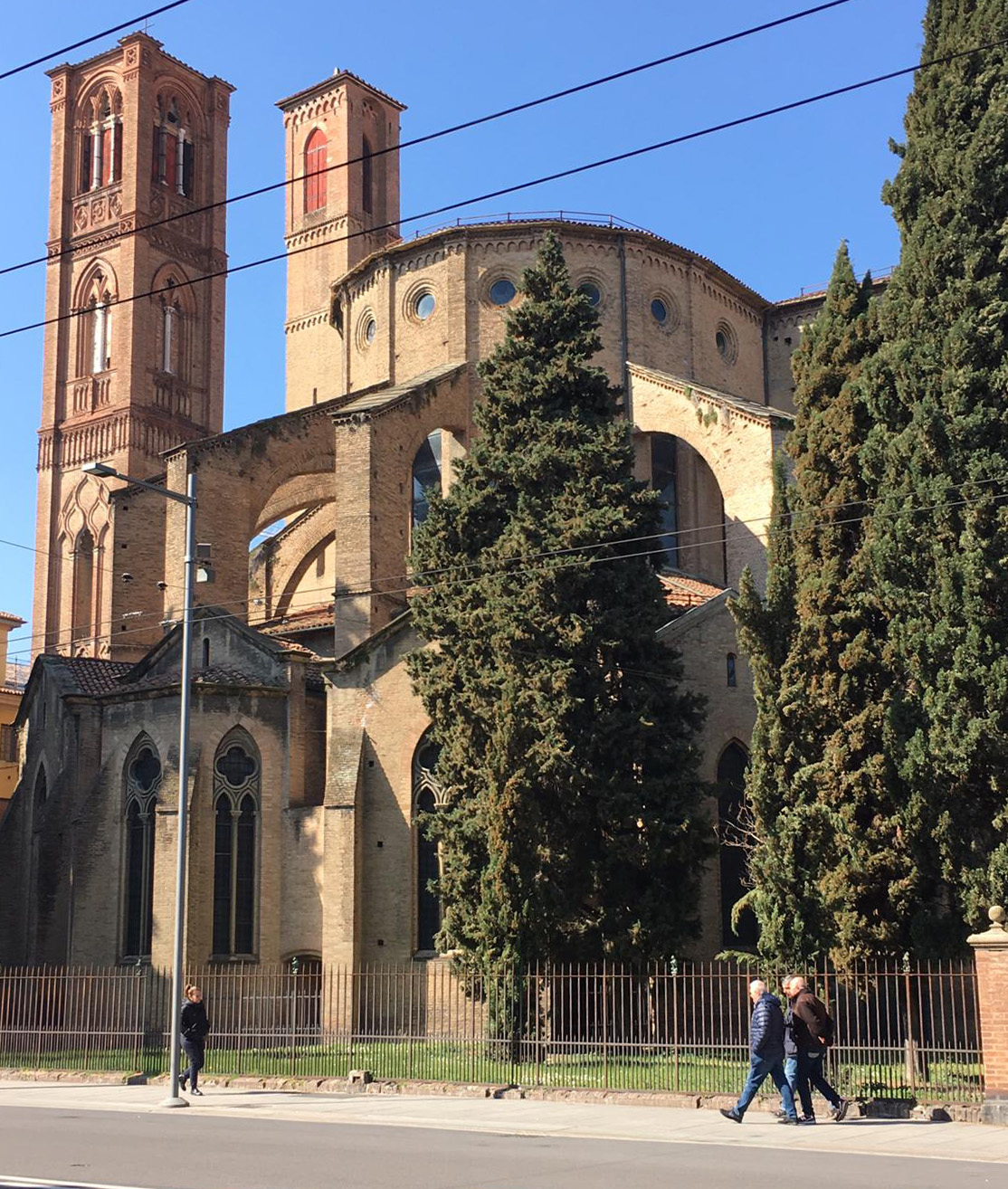
Базиліка Сан Франческо, вівтарна частина, фото 2019 р.
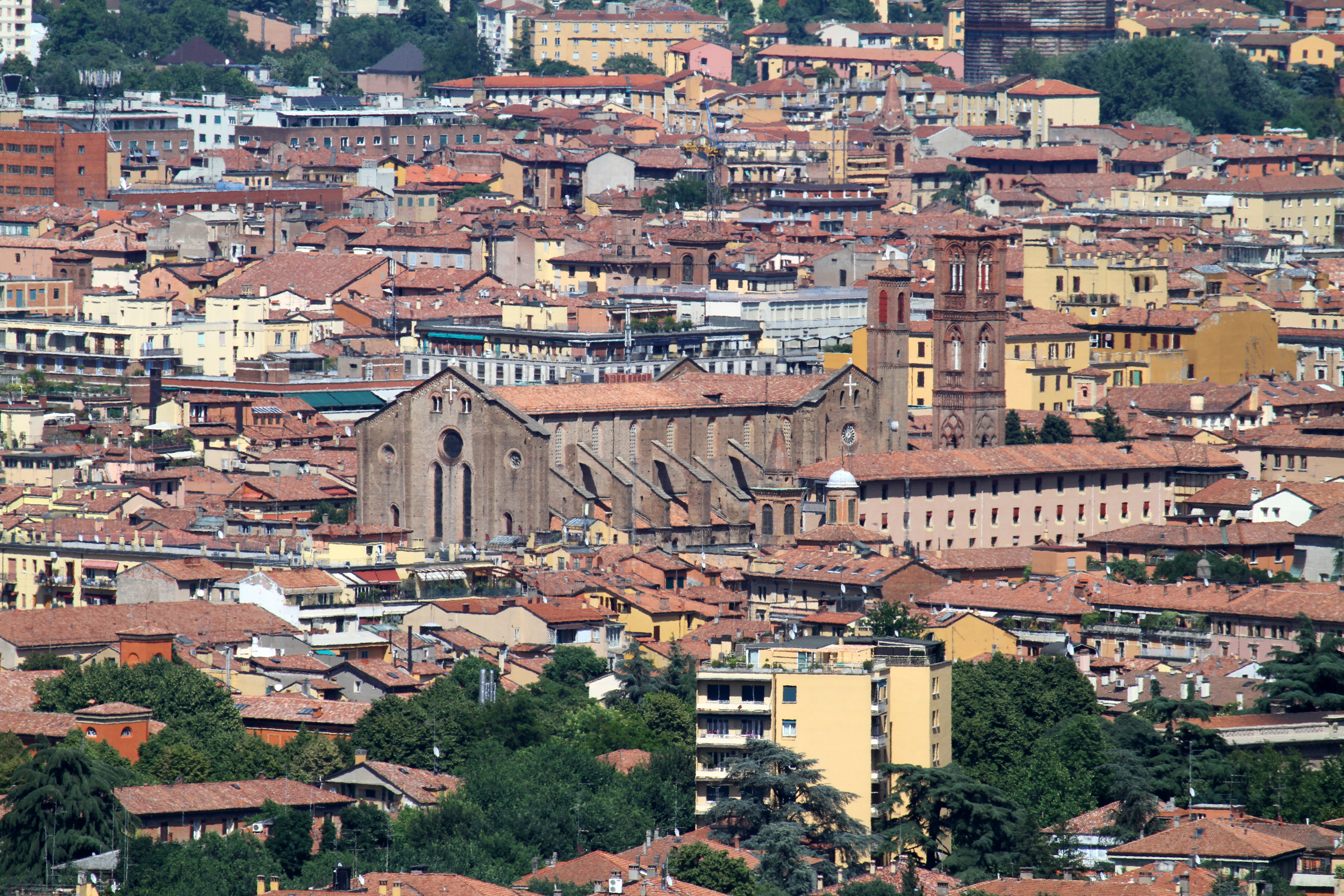
Базиліка Сан Франческо в панорамі міста, фото 2011 р.
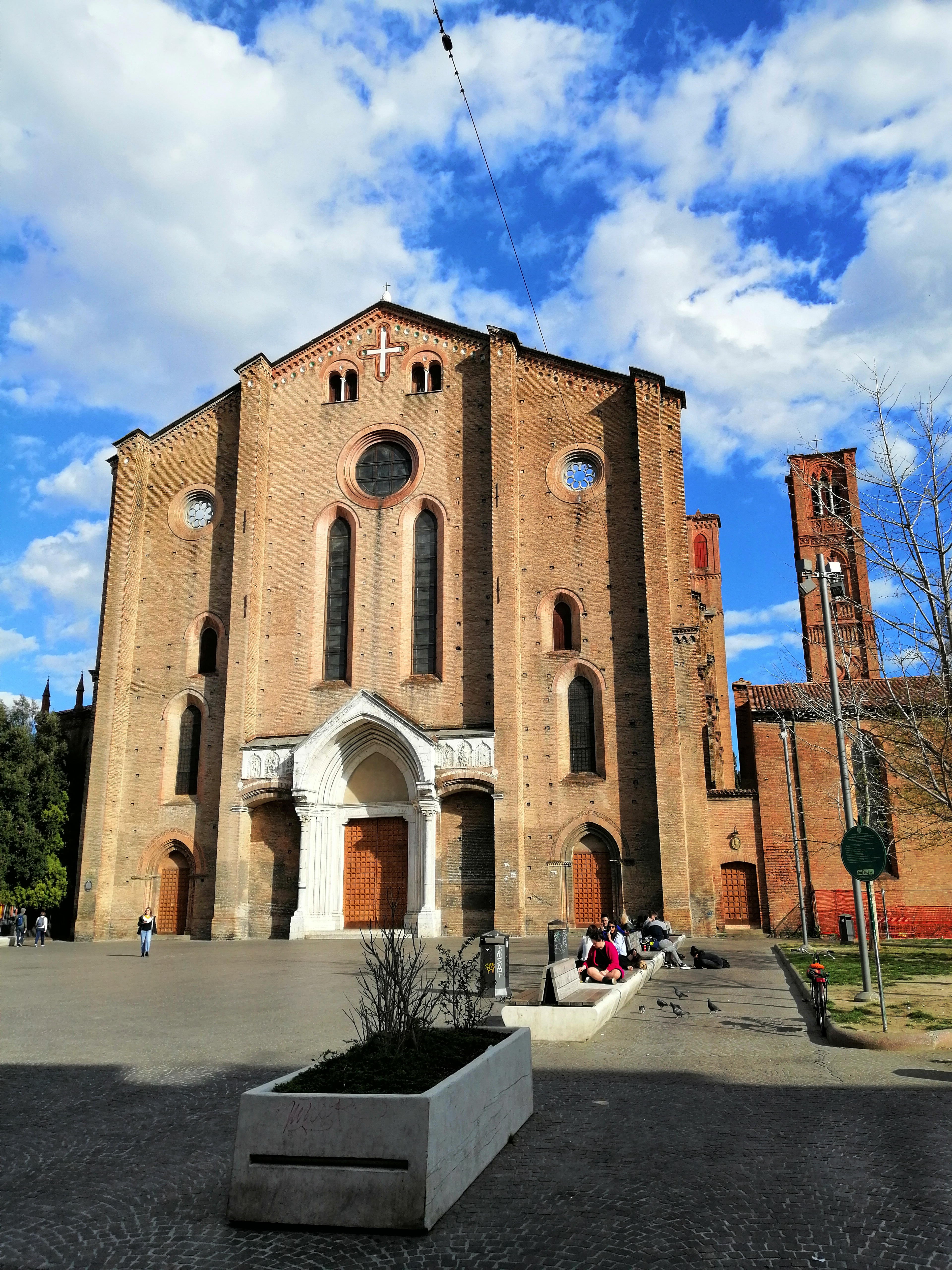
Базиліка Сан Франческо, Болонья, головний фасад. Фото 2019 р.
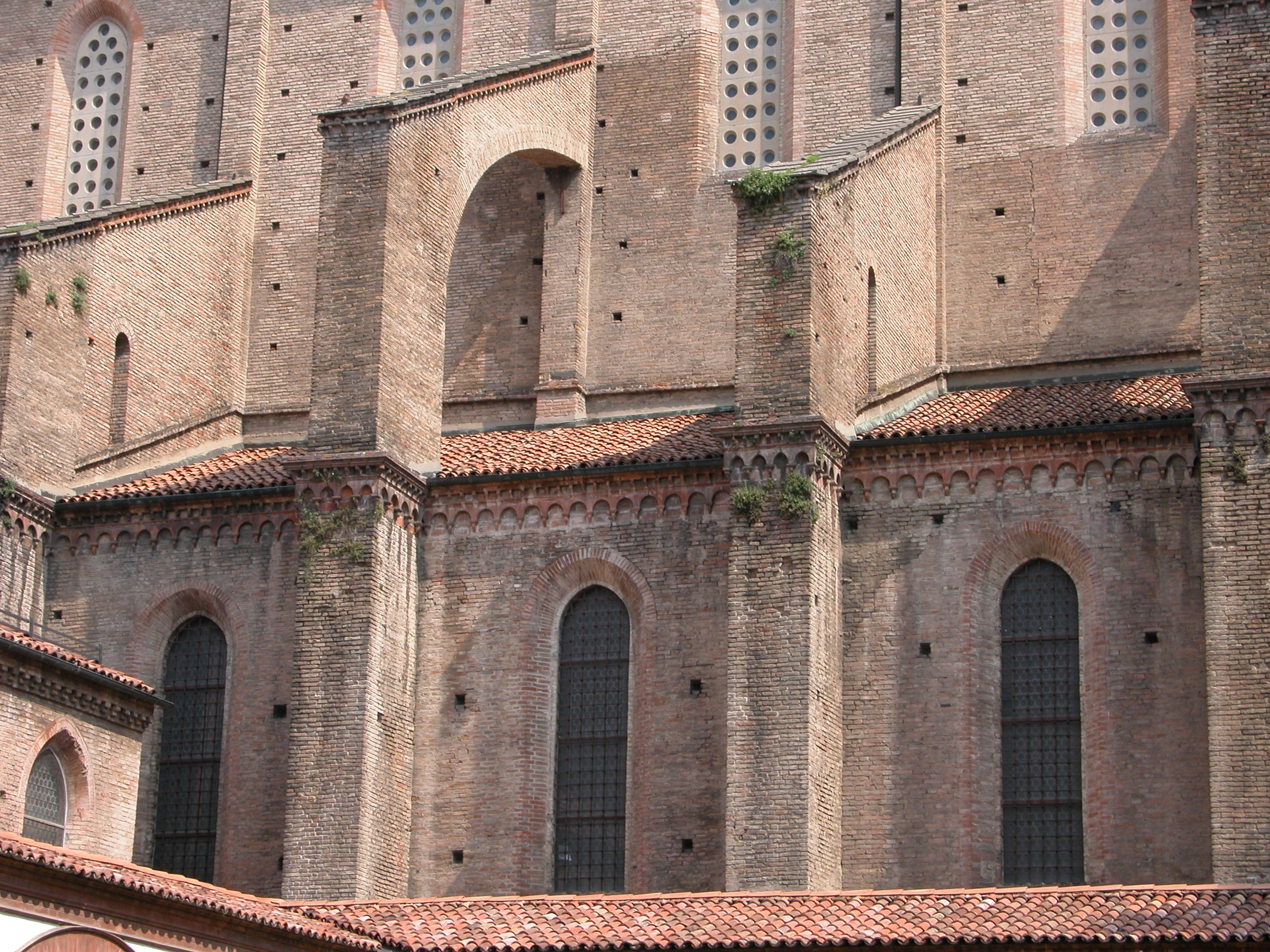
Базиліка Сан Франческо, арбутани і вікна, фото 2007 р.

## Інтер'єри храму

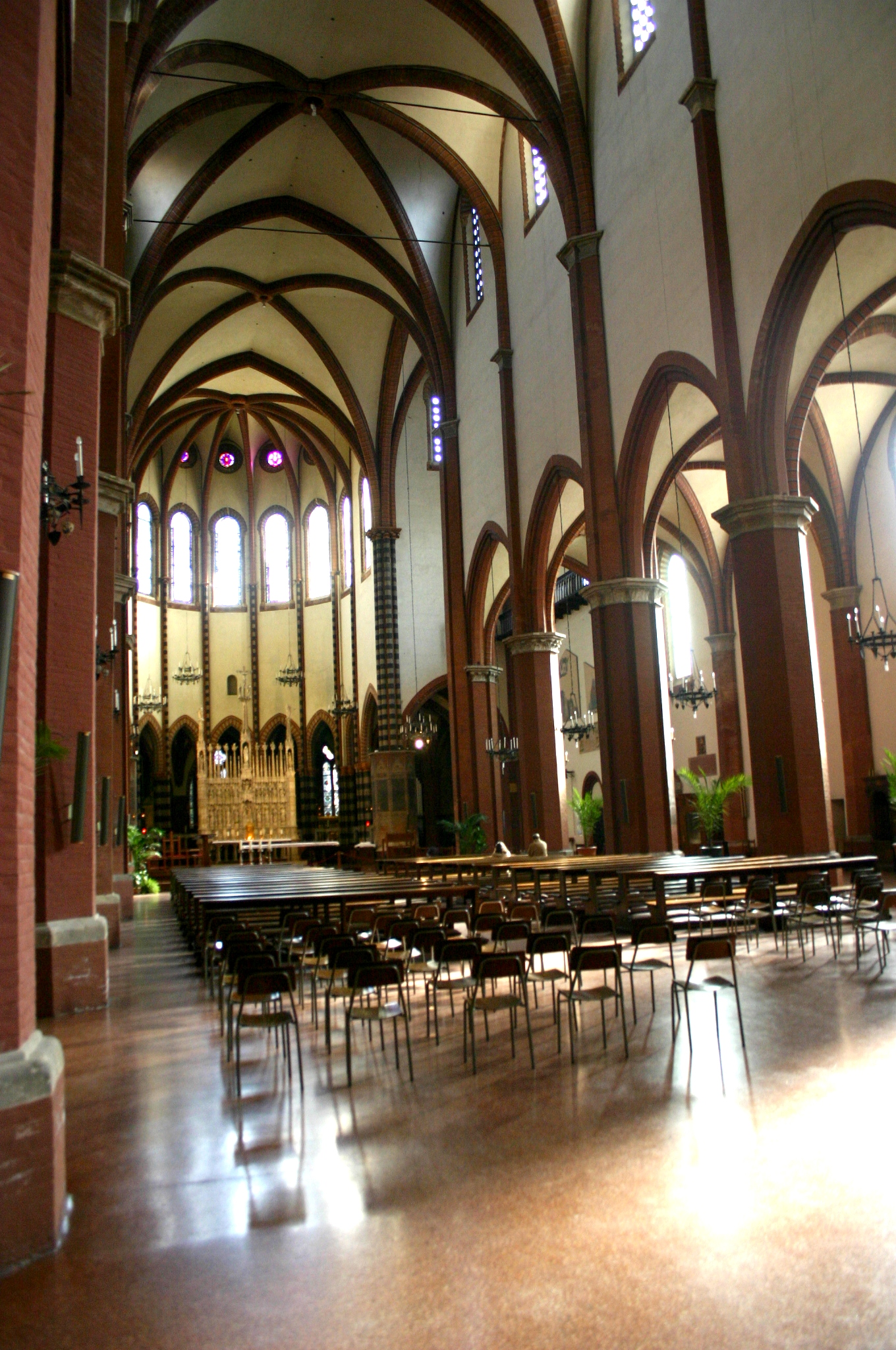
Головна нава базиліки Сан Франческо, фото 2008 р.
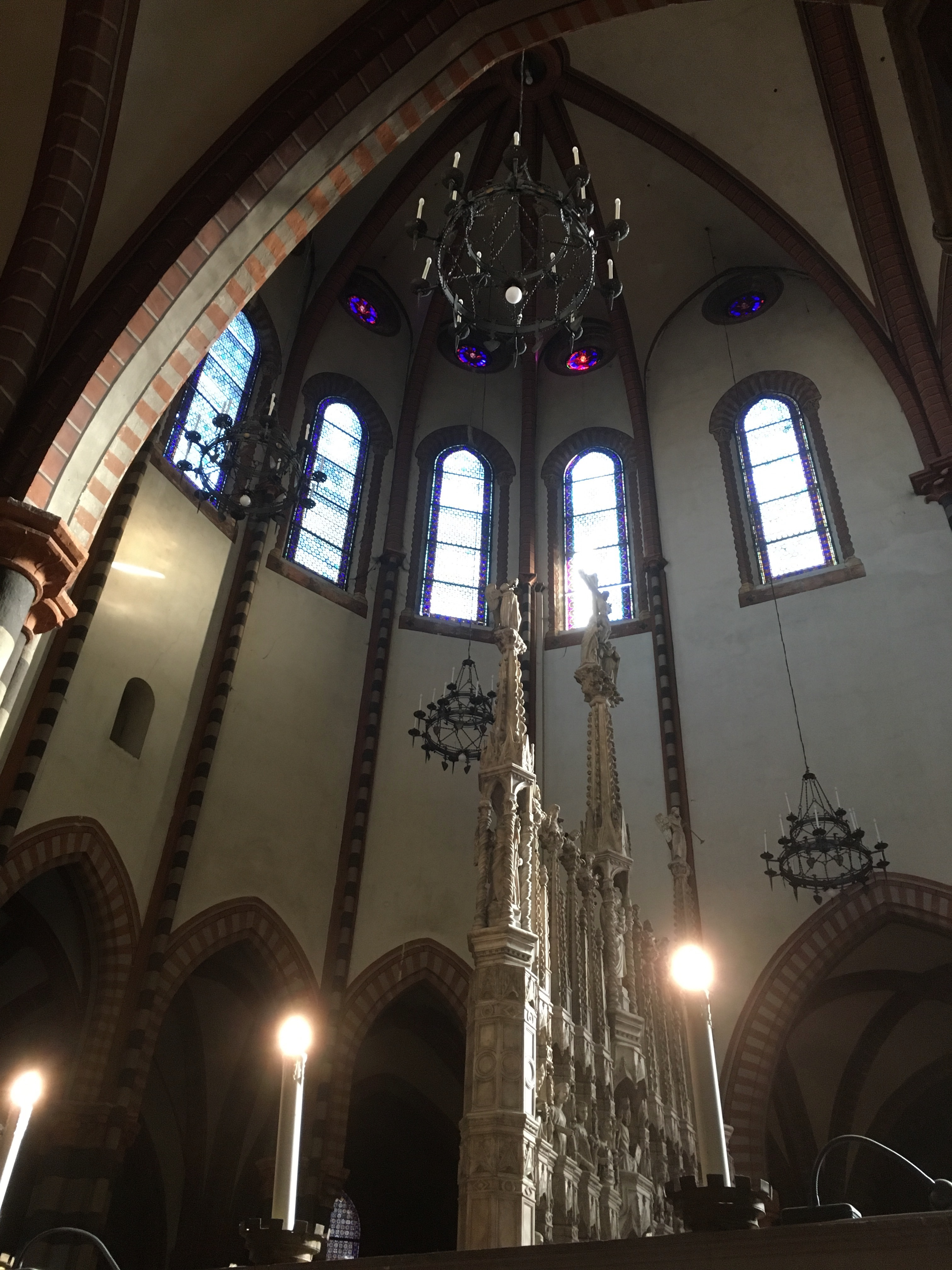
фото 2017 р.
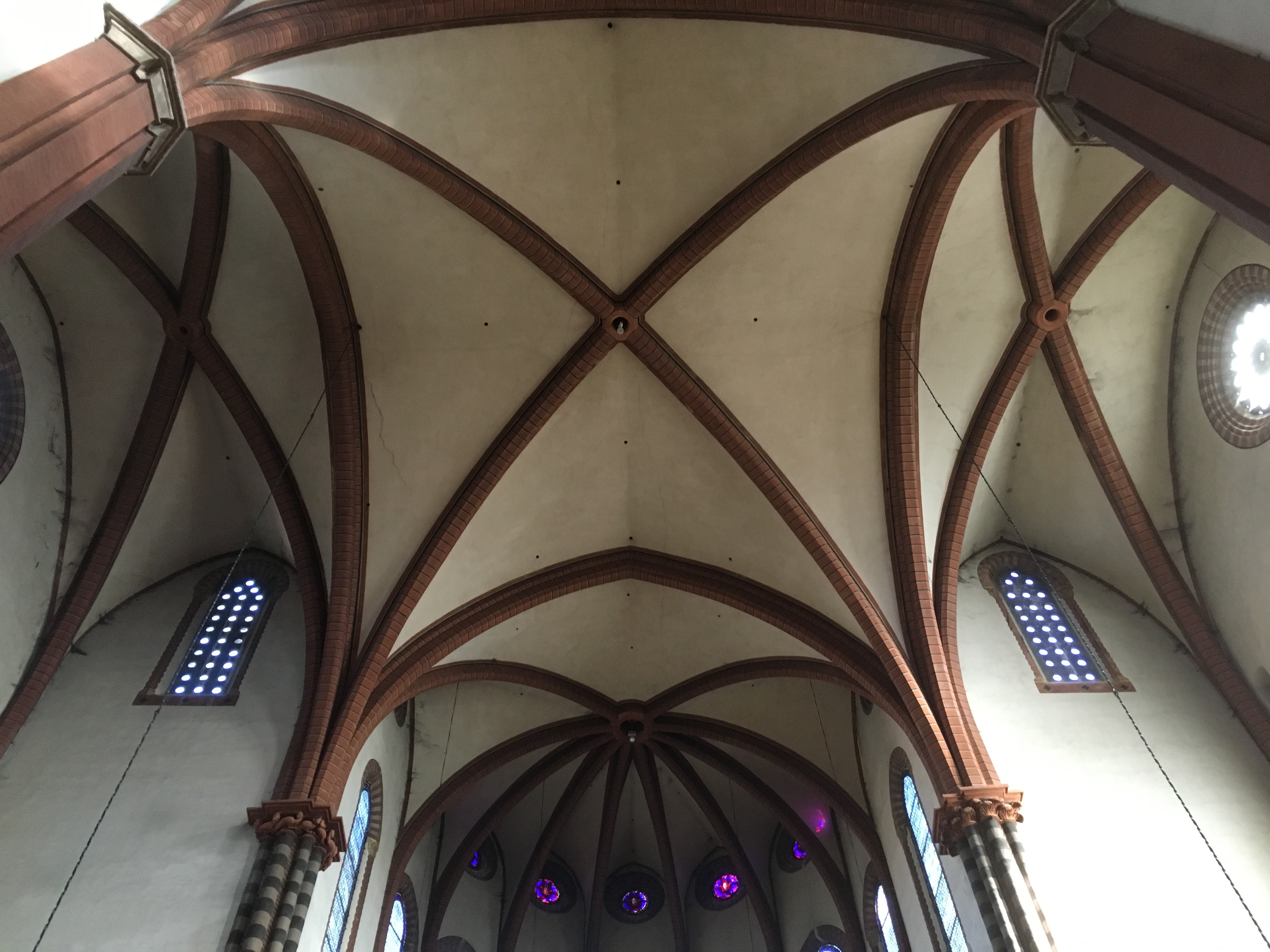
Готичні склепіння базиліки Сан Франческо, фото  2017 р.
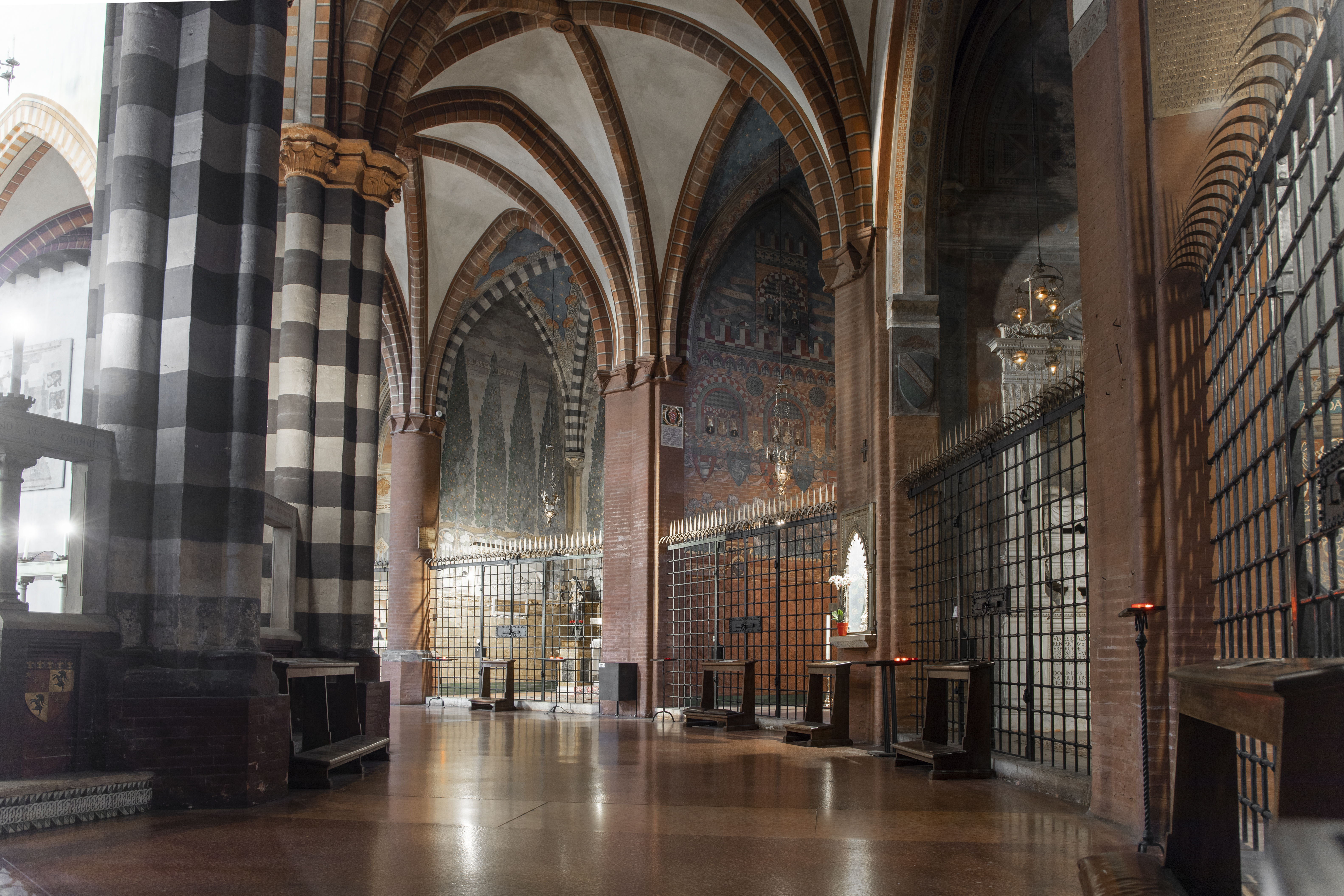
Фото 2020 р.

## Залишки середньовічних фресок

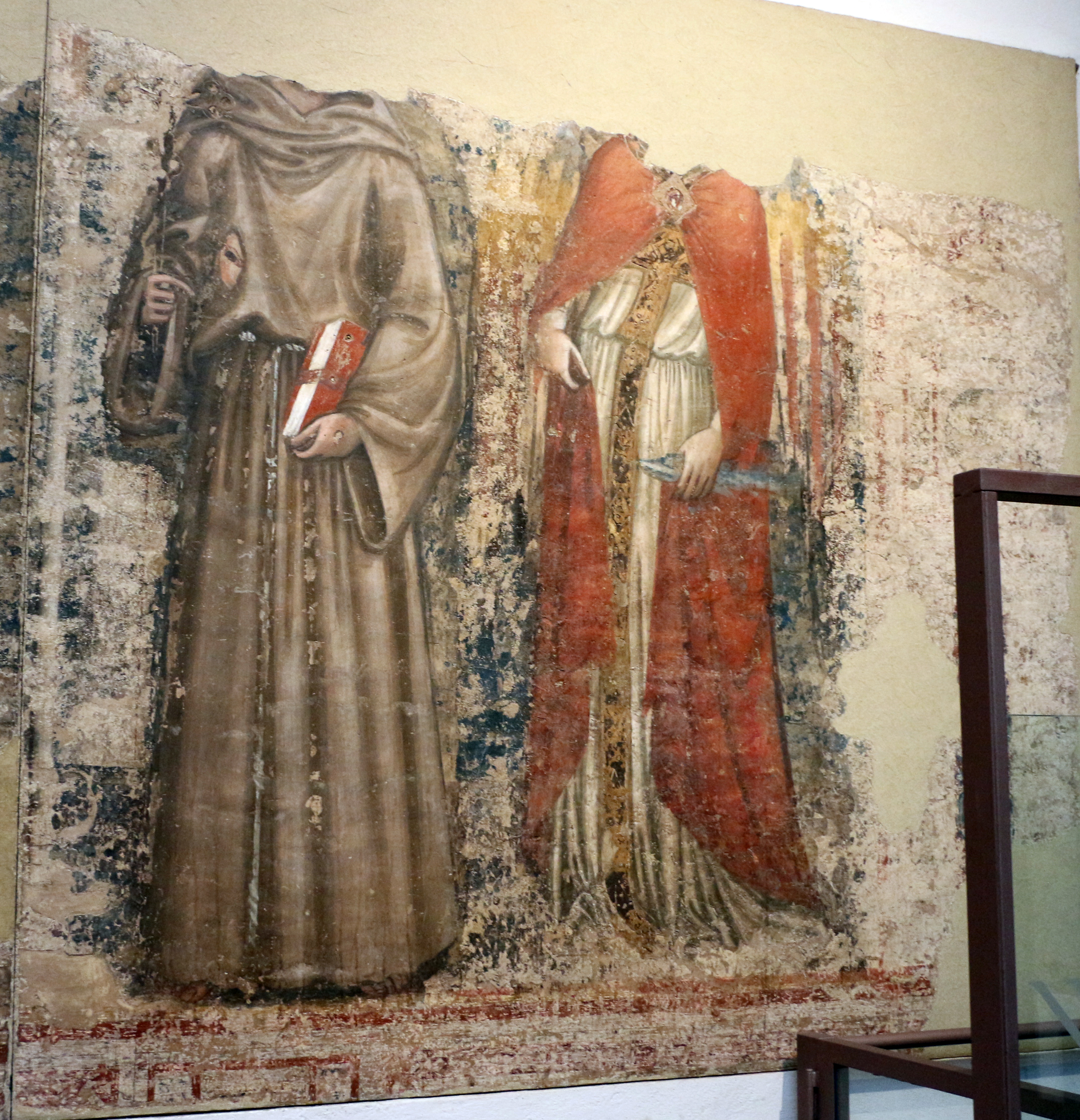
Вітале да Болонья, залишки фрески 1340 р.,  невідомі святі
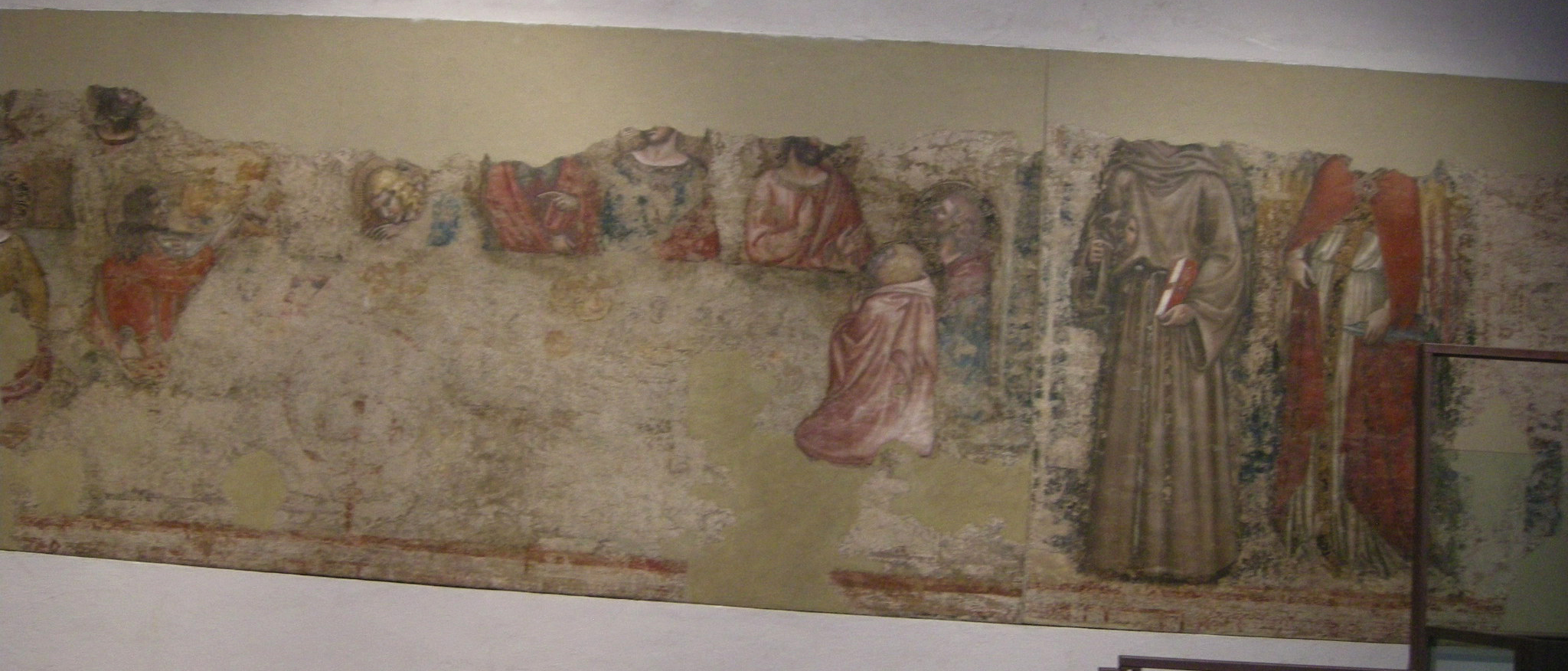
Вітале да Болонья, залишки фрески 1340 р. Таємна вечеря.  Національна пінакотека Болоньї.
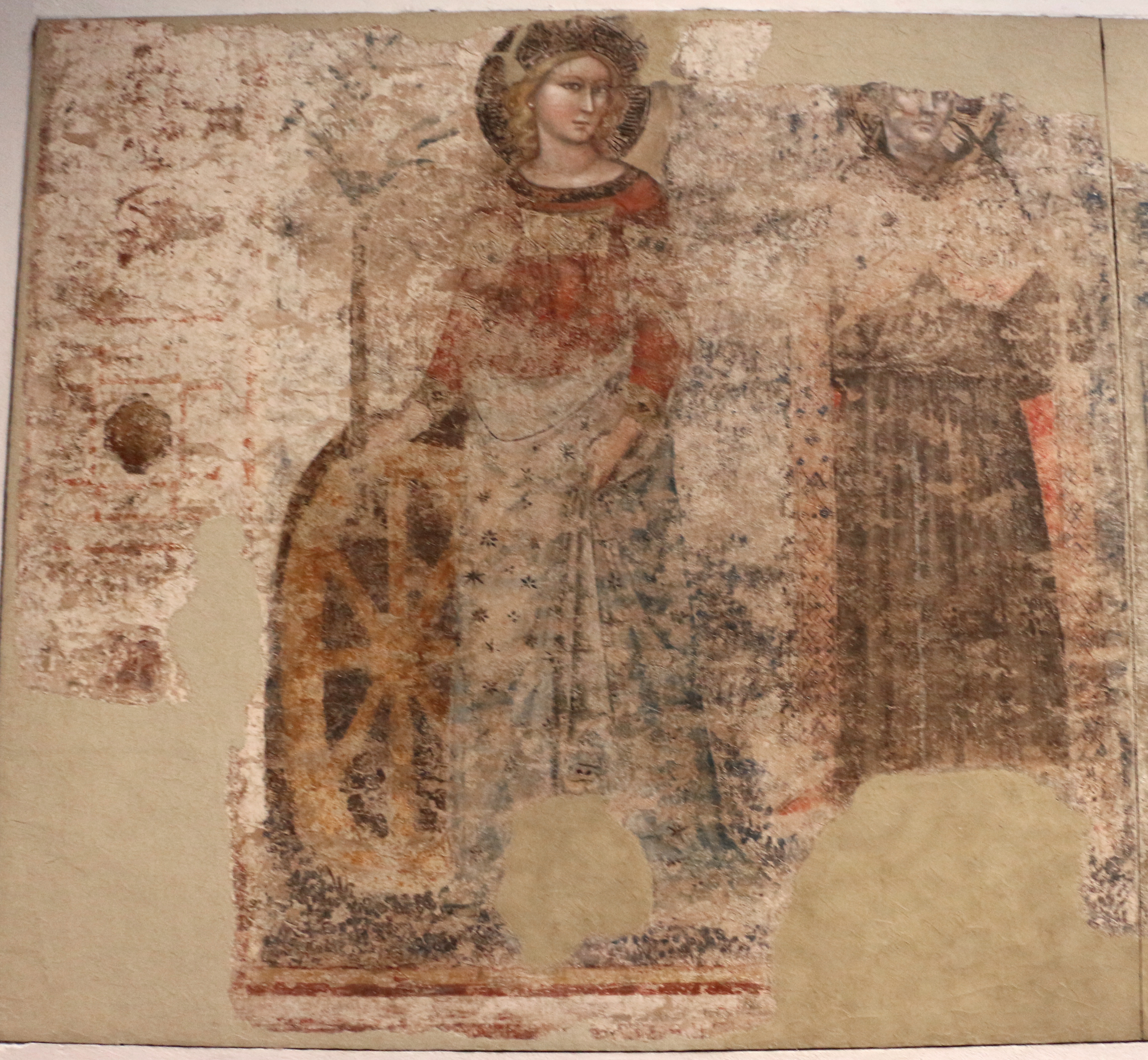
Вітале да Болонья, фреска 1340 р., Св. Катерина Александрійська. Національна пінакотека Болоньї.
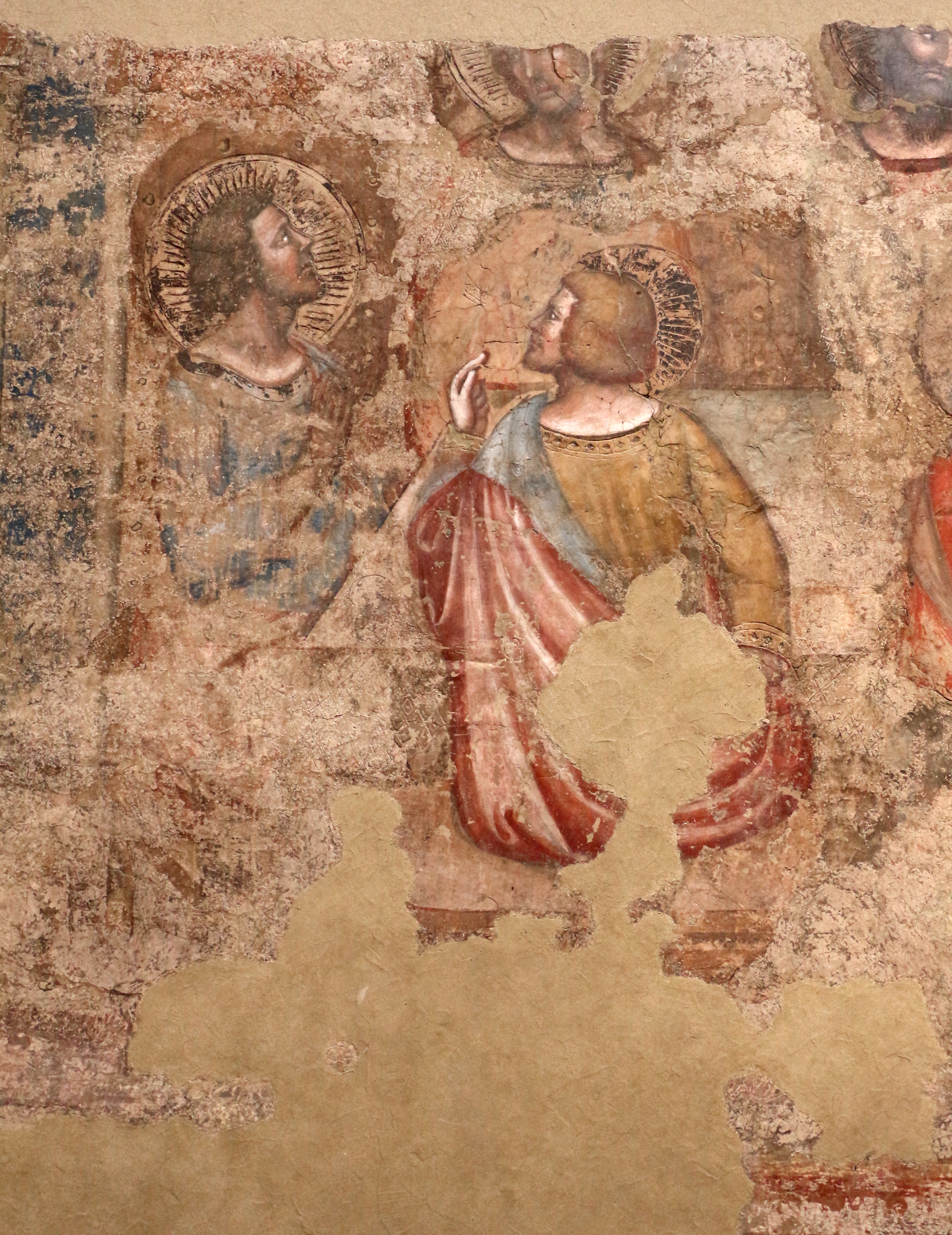
Вітале да Болонья, залишки фрески 1340 р.

## Музичні традиції Болоньї
Храм ордену францисканців не оминули багаті музичні традиції міста. В одній з каплиць церкви розташований орган, котрий створив майстер Бальбіані, орган збільшив у розмірах Франческо Микелотто ді Альбіньясего. Існує навіть перелік відомих музикантів Болоньї, що роками працювали в храмі.